# أنتوني لويس (رسام توضيحي)
أنتوني لويس (بالفرنسية: Anthony Lewis)‏ هو رسام توضيحي فرنسي، ولد في 1966.